# .cv
‎.cv‏ پسونددامنه اینترنتی کشور کیپ ورد است.
کشور جمهوری کیپ ورد شامل ۱۰ جزیره آتش فشانی است که در ۵۷۰ کیلومتری غرب قاره آفریقا در اقیانوس اطلس واقع شده‌است.